# Sematophyllum dimorphum
Sematophyllum dimorphum är en bladmossart som beskrevs av F. D. Bowers 1974. Sematophyllum dimorphum ingår i släktet Sematophyllum och familjen Sematophyllaceae. Inga underarter finns listade i Catalogue of Life.